# Parafia Trójcy Świętej w Połoskach
Parafia Trójcy Świętej w Połoskach – parafia rzymskokatolicka w Połoskach.
Parafia unicka w Połoskach, dysponująca własną świątynią, powstała najpóźniej w 1726. Wskutek likwidacji unickiej diecezji chełmskiej w 1875 przeszła do eparchii chełmsko-warszawskiej Rosyjskiego Kościoła Prawosławnego. W 1891 w Połoskach została wzniesiona z drewna nowa cerkiew prawosławna. W 1919 obiekt ten został zrewindykowany na rzecz Kościoła katolickiego i przemianowany na katolicki kościół filialny należący do parafii w Tucznej. Cztery lata później stał się własnością parafii neounickiej. W latach 1941–1945 świątynia ponownie znajdowała się w rękach społeczności prawosławnej. Była czynna jeszcze na początku roku 1947, uczęszczało do niej wówczas 747 parafian. 
Świątynia ostatecznie przeszła na własność Kościoła katolickiego po wywózkach prawosławnych Ukraińców w ramach Akcji Wisła. W 1966 obiekt został wyremontowany, zaś od 1973 jest siedzibą parafii.
Parafia ma księgi metrykalne od 1972.
Terytorium parafii obejmuje: Połoski oraz Połoski Nowe.